# Poda, Sjenica
Poda (izvirno srbsko Пода) je naselje v Srbiji, ki upravno spada pod Občino Sjenica; slednja pa je del Zlatiborskega upravnega okraja.

## Demografija
V naselju živi 16 polnoletnih prebivalcev, pri čemer je njihova povprečna starost 40,4 let (41,9 pri moških in 38,4 pri ženskah). Naselje ima 3 gospodinjstev, pri čemer je povprečno število članov na gospodinjstvo 5,67.
Prebivalstvo je večinoma nehomogeno.
|  |

| Demografija | Demografija     | Demografija     |
| Leto        | Št. prebivalcev | Št. prebivalcev |
| ----------- | --------------- | --------------- |
|             |                 |                 |
|             |                 |                 |
|             |                 |                 |
|             |                 |                 |
| 1948        | 98              |                 |
| 1953        | 109             |                 |
| 1961        | 134             |                 |
| 1971        | 65              |                 |
| 1981        | 49              |                 |
| 1991        | 57              | 57              |
| 2002        | 17              | 17              |
|             |                 |                 |

| Etnična sestava po popisu iz leta 2002 | Etnična sestava po popisu iz leta 2002 | Etnična sestava po popisu iz leta 2002 | Etnična sestava po popisu iz leta 2002 | Etnična sestava po popisu iz leta 2002 |
| -------------------------------------- | -------------------------------------- | -------------------------------------- | -------------------------------------- | -------------------------------------- |
| Muslimani                              | Muslimani                              |                                        | 10                                     | 58,82%                                 |
| Bošnjaki                               | Bošnjaki                               |                                        | 7                                      | 41,17%                                 |
| Neznano                                | Neznano                                |                                        | 0                                      | 0,0%                                   |